# Guillermo Campra
Pour les articles homonymes, voir Campra et Elizalde.
Guillermo Martín Campra Elizalde, né le 11 mars 1997 à Barcelone, est un acteur espagnol.

## Biographie
Guillermo Campra est le frère de l'actrice Carla Campra.

## Filmographie

### Cinéma
- 2008 : Carlitos un rêve, un but, devenir no 10

### Télévision
- 2008-2009 : El Internado
- 2009-2010 : L'Aigle rouge
- 2018 : Bajo la red (es)
- 2019 : Boca Norte (en)

## Récompenses et distinctions
- 2009 : Meilleur nouvel acteur au festival historique de télévision et de cinéma du Royaume de León
- 2009 : Meilleur acteur au festival international de cinéma pour enfants de Saint-Domingue